# Maud Gonne
Maud Gonne MacBride (in lingua irlandese: Maud Nic Ghoinn, Bean Mhic Giolla Bhríde; Tongham, 21 dicembre 1866 – Clonskeagh, 27 aprile 1953) è stata un'attrice, rivoluzionaria femminista irlandese.
Nata in  Inghilterra, ricordata soprattutto per la sua turbolenta relazione con William Butler Yeats. Di famiglia protestante anglo-irlandese, decise di aderire al nazionalismo irlandese dopo aver visto le condizioni delle persone cacciate dalle loro terre durante le "guerre per la terra" (Land Wars ). Partecipò alle attività della Home Rule che si batteva per l'autonomia amministrativa

## L'infanzia
Edith Maud Gonne nacque a Tongham, nei pressi di Farnham, nel Surrey, primogenita del Capitano Thomas Gonne (1835-1886) del 17º Reggimento dei Lancieri, i cui avi provenivano dalla contea del Caithness in Scozia, e di sua moglie Edith Frith Gonne, cognome da nubile Cook (1844-1871). Dopo la morte della madre, quando Maud era ancora bambina, suo padre la mandò in Francia a studiare in un collegio.

## La lotta per l'indipendenza

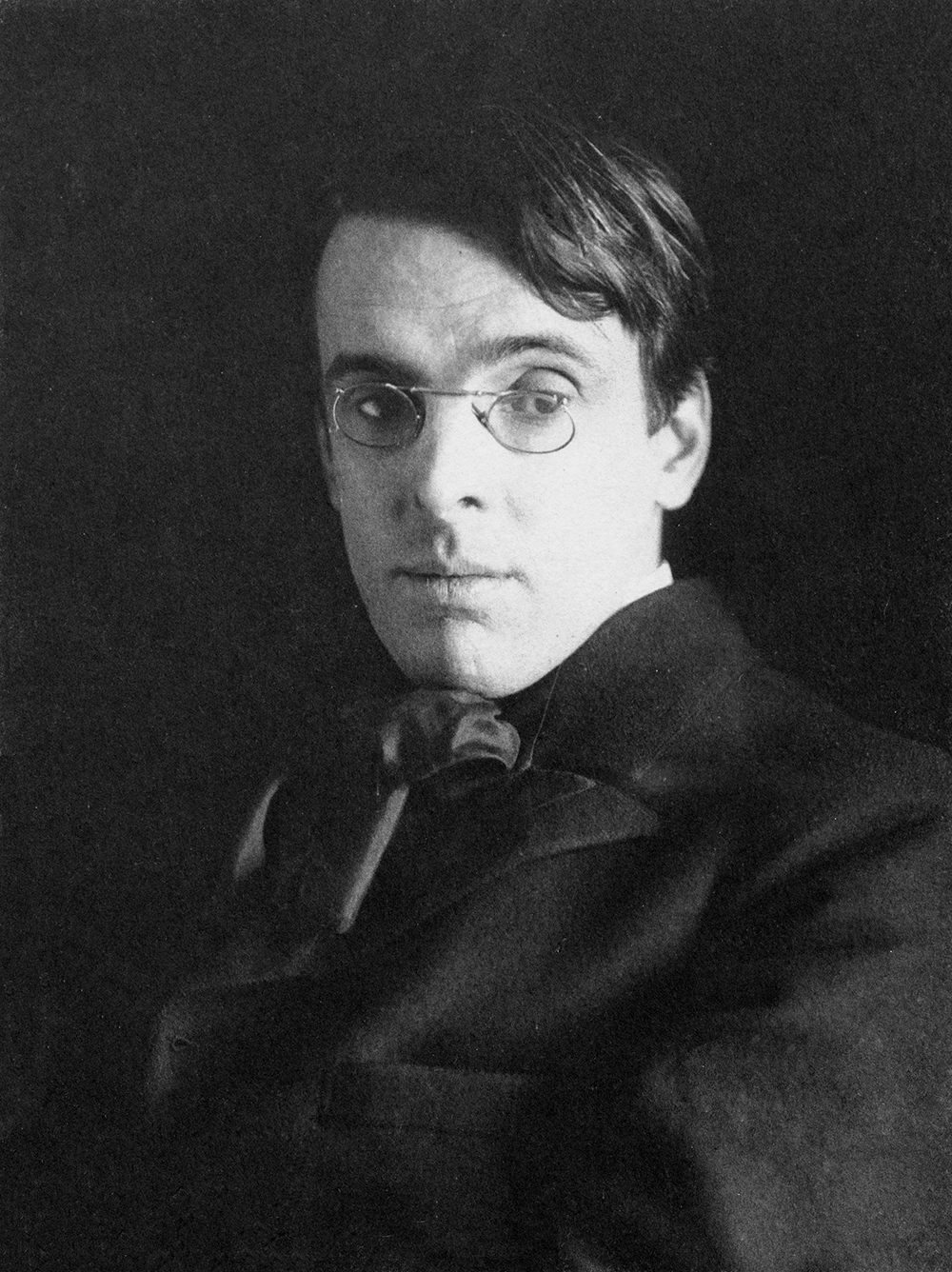
William Butler Yeats, di Alice Broughton

Nel 1882 suo padre, un ufficiale dell'esercito, fu trasferito a Dublino. Maud lo accompagnò e rimase con lui fino alla sua morte nel 1886. Tornò in Francia dopo un attacco di tubercolosi e si innamorò di un politico di destra, Lucien Millevoye. Insieme decisero di combattere per l'indipendenza dell'Irlanda e per restituire alla Francia la regione dell'Alsazia-Lorena. Ritornò in Irlanda e lavorò instancabilmente per ottenere la scarcerazione dei prigionieri politici irlandesi. Nel 1889 incontrò per la prima volta William Butler Yeats, che si innamorò di lei.
Nel 1890 ritornò in Francia dove incontrò di nuovo Millevoye. Nel 1891 aderì per  un breve periodo alla Golden Dawn (Ordine Ermetico dell'Alba Dorata), una società segreta inglese magico-iniziatica di ispirazione rosacrociana della quale faceva parte Yeats. Tra il 1893 ed il 1895, ebbe due figli con Millevoye, Georges e Iseult Gonne, ma solo la bambina, nata nel 1894, sopravvisse, poiché Georges morì a un anno di meningite. (A 23 anni Iseult fu chiesta in sposa dall'allora cinquantaduenne William Butler Yeats ed ebbe una breve relazione con Ezra Pound. A 26 anni Iseult sposò un romanziere irlandese-australiano, Francis Stuart, che allora aveva 18 anni).
Durante l'ultimo decennio del secolo XIX Gonne fece molti viaggi in Inghilterra, Galles, Scozia e negli Stati Uniti facendo campagna per la causa nazionalista. Nel 1899 la sua relazione con Millevoye si concluse. 
La Gonne si oppose ai tentativi dei britannici di guadagnarsi la fedeltà dei giovani irlandesi durante i primi anni del Novecento. Era solita organizzare dei ricevimenti speciali per bambini. Assieme ad altri volontari combatté per conservare la cultura irlandese durante il periodo della colonizzazione britannica.

## La carriera teatrale
Nel 1897 organizzò assieme a Yeats e Arthur Griffith manifestazioni di protesta contro il Diamond Jubilee (Sessanta anni di Regno) della Regina Vittoria. Durante la Pasqua del 1900 fondò Inghinidhe na hÉireann (Figlie dell'Irlanda), un'associazione di donne rivoluzionarie che aveva lo scopo di accogliere le nazionaliste irlandesi che, come lei, non erano benvenute nelle organizzazioni nazionaliste a predominanza maschile. Nell'aprile del 1902 ebbe il ruolo principale nell'opera teatrale di Yeats Cathleen Ní Houlihan. Recitò la parte di Cathleen, la "vecchia donna d'Irlanda" che si lamenta per le 4 province cadute sotto il dominio inglese.
Nello stesso anno si converti al Cattolicesimo. Rifiutò diverse proposte di matrimonio da Yeats perché non lo considerava abbastanza nazionalista e perché non voleva convertirsi.

## Il matrimonio
Dopo aver rifiutato almeno 4 proposte di matrimonio da Yeats tra il 1891 ed il 1901, Maud sposò il maggiore John MacBride a Parigi nel 1903. L'anno seguente ebbero un figlio, Seán MacBride. Il marito ritornò comunque in Irlanda dopo che il matrimonio finì tra accuse di violenza domestica, tra cui molestie alla figlia undicenne di Maud, Iseult Gonne. Il marito era un veterano che aveva guidato la Irish Transvaal Brigade contro gli inglesi durante la Seconda Guerra Boera. MacBride fu giustiziato nel maggio del 1916 assieme a James Connolly e altri capi della Sollevazione di Pasqua. Yeats chiese nuovamente Maud in sposa nel 1916 e lei rifiutò ancora una volta; rimase a Parigi fino al 1917.
Nel 1918 venne arrestata a Dublino ed imprigionata in Inghilterra per 6 mesi. Durante la guerra anglo-irlandese lavorò con la Irish White Cross (Croce Bianca Irlandese) per portare soccorso alle vittime del conflitto e nel 1921 si oppose al Trattato anglo-irlandese, sostenendo la fazione repubblicana. Si stabilì a Dublino nel 1922.

## La musa di Yeats

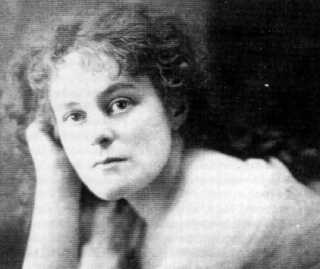

Molte delle poesie di Yeats furono ispirate da lei o la citano, fra queste This, this rude knocking (Questo, questo bussare inopportuno). Per lei scrisse le opere teatrali The Countess Cathleen O'Shea e Cathleen Ní Houlihan. La sua poesia Aedh wishes for the Cloths of Heaven finisce con un riferimento a Maude:
I have spread my dreams under your feet; Tread softly because you tread on my dreams.
(Ho steso i miei sogni sotto i tuoi piedi; cammina con passo lieve perché cammini sui miei sogni).
Pochi poeti hanno celebrato la bellezza di una donna quanto lo fece Yeats nei suoi versi dedicati alla Gonne. Dal suo secondo libro alle Ultime Poesie, Maude Gonne fu La rosa, Elena di Troia (in No second Troy, Nessun'altra Troia), il corpo di Leda (Leda e il cigno e Among School Children Fra le scolare), Cathleen Ní Houlihan, Atena e Deirdre.

## Autobiografia
Maud Gonne MacBride pubblicò la sua autobiografia nel 1938 intitolandola Una Serva della Regina, riferendosi ad una visione che ebbe dell'antica regina irlandese Cathleen (o Caitlin) Ni Houlihan.
Suo figlio, Seán MacBride, fu impegnato in politica in Irlanda e all'ONU. Fu insignito del Premio Nobel per la pace nel 1974.
Maud morì a Clonskeagh a 86 anni; è sepolta al cimitero di Glasnevin a Dublino.